# Secamone coronata
Secamone coronata är en oleanderväxtart som beskrevs av Klack.. Secamone coronata ingår i släktet Secamone och familjen oleanderväxter. Inga underarter finns listade i Catalogue of Life.